# 아샤트리
아샤트리는 대한민국의 음악 그룹이다.

## 방송
- 싱어게인3 (2023) - Top43

## 음반
- 동화 같은 우리의 크리스마스 (2021)
- 그대 에너지 (2022)
- 비가 내리면 (2022)
- Forest (2022)
- 이별한 이유가 너무 아파 (2022)
- 더 리슨: 우리가 사랑한 목소리 (2022)
- 나 이젠 (2023)
- 애원 (2023)
- 그대를 그대를 (2023)
- 싱어게인3 - 무명가수전 Episode.1 (2023)

## 피처링
- 경서예지 <모를까봐서(2021)> (2021)